# Macropus
Macropod là một chi động vật có vú trong họ Macropodidae, bộ Hai răng cửa. Chi này được Shaw miêu tả năm 1790. Loài điển hình của chi này là Macropus giganteus Shaw, 1790.

## Các loài
Vào năm 2019, một đánh giá lại về phân loại đã xác định các phân loài Osphranter và Notamacropus, nên được chuyển sang cấp độ chi. Sự thay đổi này đã được Thư mục Động vật Úc chấp nhận vào năm 2020.
| Hình ảnh | Tên khoa học         | Phân bổ |
| -------- | -------------------- | ------- |
|          | Macropus fuliginosus |         |
|          | Macropus giganteus   |         |

Các loài tuyệt chủng
- †Macropus dryas
- †Macropus gouldi
- †Macropus narada
- †Macropus piltonensis
- †Macropus rama
- †Macropus woodsi
- †Macropus pavana
- †Macropus thor
- †Macropus ferragus
- †Macropus mundjabus
- †Macropus pan
- †Macropus pearsoni
- †Macropus titan (or †Macropus giganteus titan)

## Hình ảnh

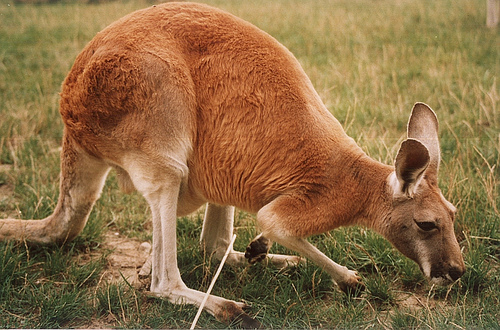
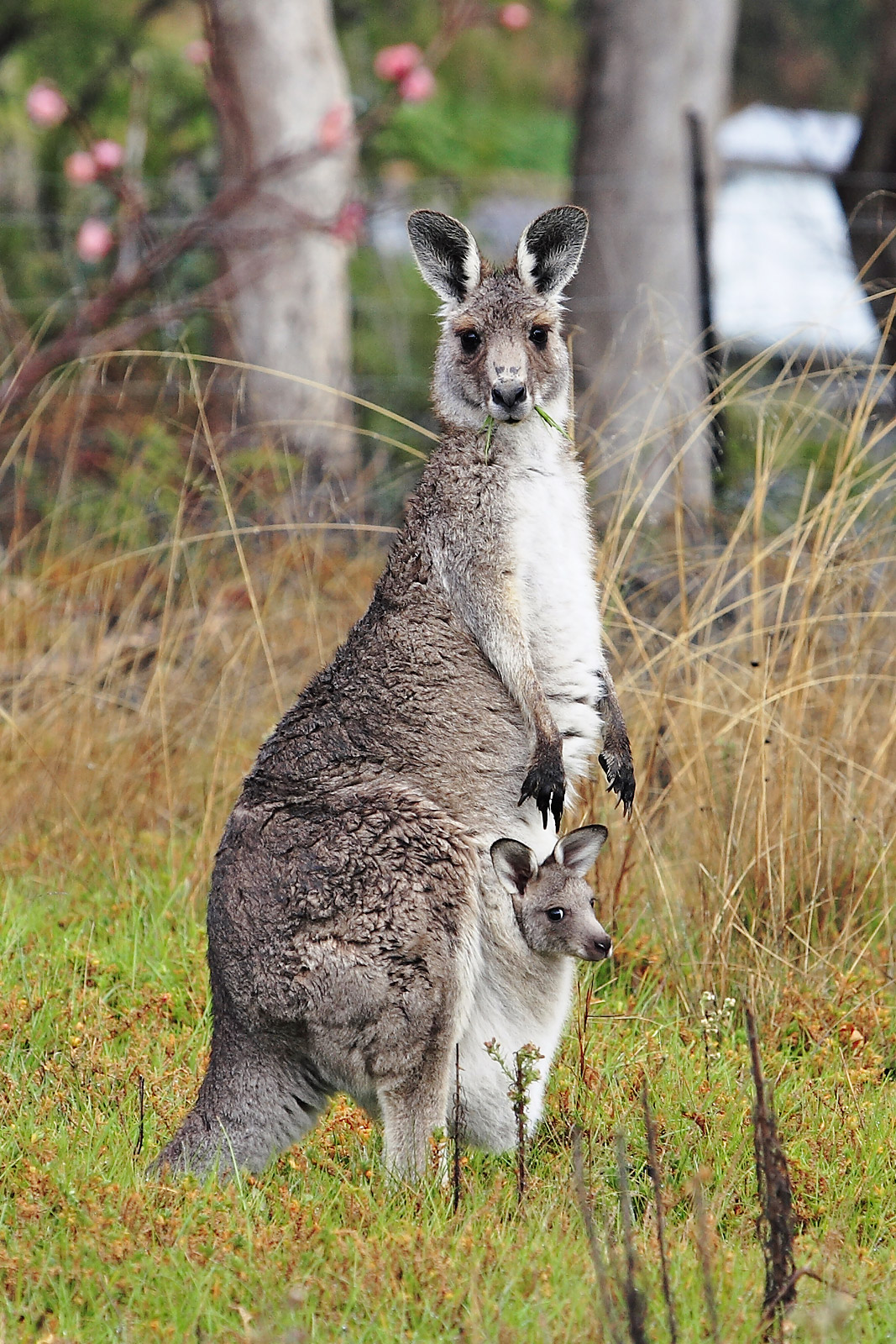
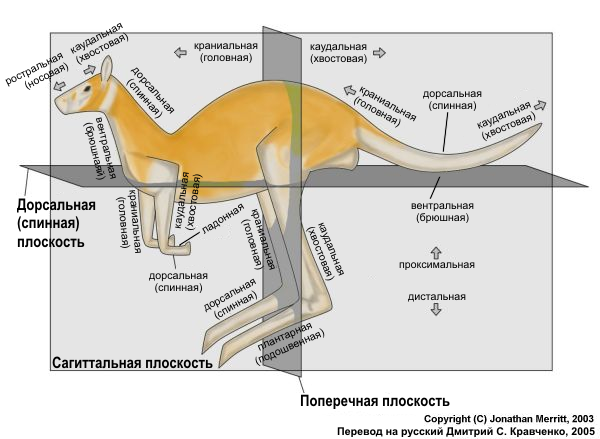